# Bezirk Pola
Der Bezirk Pola (italienisch: capitanato distrettuale Pola; slowenisch: okrajni glavarstvo Pulj; kroatisch: kotarsko satničtvo Pula) war ein Politischer Bezirk in der Markgrafschaft Istrien. Der Bezirk umfasste Gebiete im Süden von Istrien. Sitz der Bezirkshauptmannschaft war die Gemeinde Pola (Pula). Das Gebiet wurde nach dem Ersten Weltkrieg dem Königreich Italien zugeschlagen, nach 1947 wurde es von Jugoslawien annektiert und ist seit 1991 Teil Kroatiens.

## Geschichte
Die modernen, politischen Bezirke der Habsburgermonarchie wurden um das Jahr 1868 im Zuge der Trennung der politischen von der judikativen Verwaltung geschaffen. Der Bezirk Pola wurde dabei 1868 aus den drei Gerichtsbezirken Dignano (Vodnjan), Pola (Pula) und Rovigno (Rovinj) geschaffen, wobei Rovigno als Stadt mit eigenem Statut nicht Teil des Bezirks war.
Im Bezirk Pola lebten 1869 43.545 Personen, bis 1910 stieg die Einwohnerzahl auf 95.432 Menschen an. Von der Bevölkerung hatten 1910 40.861 Italienisch (42,8 %) als Umgangssprache angegeben, 30.520 Personen sprachen Kroatisch (32,0 %), 9.607 Deutsch (10,1 %) und 3.666 Slowenisch (3,8 %). Der Bezirk umfasste zuletzt eine Fläche von 717,68 km² sowie drei Gerichtsbezirke mit insgesamt sechs Gemeinden.
| Jahr | Ein- wohner | Deutsch- sprachige | Italienisch- sprachige | Slowenisch- sprachige | Kroatisch- sprachige |
| ---- | ----------- | ------------------ | ---------------------- | --------------------- | -------------------- |
| 1869 | 43.545      |                    |                        |                       |                      |
| 1880 | 50.718      | 3.887              | 21.702                 | 1.337                 | 18.407               |
| 1890 | 58.959      | 4.469              | 26.071                 | 1.560                 | 22.165               |
| 1910 | 95.432      | 9.607              | 40.861                 | 3.666                 | 30.520               |